# Sijaj (mineralogija)
Sijaj je opis načina, kako se svetloba odbija od sveže površine kristala, minerala ali kamnine. Za diamant na primer rečemo, da ima diamanten sijaj, za pirit pa da ima kovinski sijaj. Izraz se uporablja tudi za opis sijaja drugih snovi, na primer tkanin, predvsem svile in satena, in kovin.
Razlikujemo diamanten, bisern, steklast, kovinski, moten, masten, smolnat in svilnat sijaj.

## Terminologija
Za opis sijaja mineralov je na razpolago široka paleta izrazov, saj se sijaji zvezno spreminjajo in med njimi ni ostrih meja. Isti sijaj lahko zato različni viri opišejo različno. Opis je še težji zaradi tega, ker ima lahko isti mineral različne sijaje. Opisi so zato pogosto kombinacije več sijajev, na primer "stekleno masten" sijaj.

### Diamantni sijaj
Diamantni minerali imajo izjemen sijaj, ki je najbolj izrazit pri diamantu. Takšni minerali so prozorni ali prosojni in imajo velik lomni količnik (1,9 ali več).  Minerali s pravim diamantnim sijajem so redki. Poleg dimanta sta takšna še cerusit (PbCO3) in cirkon (ZrSiO4).
Minerali z nekoliko manjšim, a še vedno relativno visokim sijajem, imajo poldiamantni sijaj. Takšna minerala sta na primer granat (X3Y2(SiO4)3) in korund (Al2O3).

### Biserni sijaj
Biserni minerali vsebujejo tanek sloj koplanarnih lističev. Svetloba, ki se odbija od njih, jim daje videz biserov. Takšni minerali imajo popolno razkolnost. Mednje spadata muskovit (KAl2(AlSi3O10)(F,OH)2) in stilbit (NaCa2Al5Si13O36·14H2O).

### Mastni sijaj
Mastni minerali so podobni maščobi ali masti. Masten sijaj mineralov povzroča velika količina mikroskopskih vključkov na primer v opalu (SiO2·nH2O). in kordieritu ((Mg,Fe)2Al4Si5O18). Mnogi minerali z mastnim sijajem imajo tudi masten otip.

### Kovinski sijaj
Minerali s kovinskim ali bleščečim sijajem imajo videz polirane kovinske površine. Takšni so na primer galenit (PbS), pirit (FeS2) in magnetit (Fe3O4).

### Polkovinski sijaj
Polkovinski sijaj je podoben kovinskemu sijaju, vendar je bolj medel in manj odseven. Polkovinski sijaj se pogosto pojavlja pri skoraj motnih mineralih z visokimi lomnimi količniki  kot so sfalerit ((Zn,Fe)S) cinabarit (HgS) in kuprit (Cu2O).

### Smolnati sijaj
Smolnati minerali imajo videz smole, žvečilnega gumija ali plastike z gladko površino. Glavni predstavnik je jantar, ki je okamenela smola iglavcev.

### Svilnati sijaj
Svilnati minerali vsebujejo izjemno fina vzporedno urejena vlakna, ki jim dalejo sijaj podoben svili. Takšni minerali so azbest, uleksit (NaCaB5O6(OH)6·5(H2O)) in selenit (CaSO4·2H2O). Svilnatemu sijaju je podoben vlaknasti sijaj, ki ima bolj grobo teksturo.

### Steklasti sijaj
Steklasti minerali imajo videz stekla. Takšen sija je eden najbolj pogostih in se pojavlja pri prozornih ali prosojnih mineralih z relativno majhnimi lomnimi količniki. Značilni predstavniki takšnih mineralov so kalcit (CaCO3), kamena strela (SiO2), topaz (Al2SiO4(F,OH)2), beril (Be3Al2(SiO3)6), turmalin in fluorit (CaF2). 

### Voščeni sijaj
Voščeni minerali imajo videz voska. Mednje spadata žad in kalcedon (SiO2).

### Motni sijaj
Motni (ali zemljasti) minerali imajo grobe granulacije, ki odbijajo svetlobo v vse smeri, zato nimajo skoraj nobenega ali nobenega sijaja. Značilen primer takšnega minerala je kaolinit (Al2Si2O5(OH)4), Motne minerale se včasih ločuje od zemljastih mineralov po tem, da so slednji bolj grobi in imajo manjši sijaj.

## Svetlobni pojavi

### Asterizem
Asterizem je pojavljanje zvezdi podobne bleščeče površine. Asterizem se pojavljajo pri nekaterih safirjih in rubinih zaradi onesnaženja z  rutilom. Pojavlja se tudi v granatu (X3Y2(SiO4)3), diopsidu  (MgCaSi2O6) in spinelu (MgAl2O4)

### Aventurescenca
Aventurescenca je pojav odboja svetlobe, ki je podoben bleščicam. Pojav nastane zaradi zelo majhnih pravilno urejenih mineralnih ploščic v osnovnem mineralu. Ploščice so tako številne, da vplivajo tudi na mineralovo osnovno barvo. Fuksit (kalcedon) s primesmi kroma obarva aventurin zeleno, razni železovi oksidi pa rdeče.

### Svetlikanje
Svetlikanje ali učinek mačjih oči je pojavljanje svetlečih pasov, ki se navidez premikajo, ko se mineral zasuče. Takšni minerali so sestavljani iz vzporednih vlaken ali pa vsebujejo vlaknaste praznine ali vključke, ki odbijajo svetlobo pravokotno na njihovo orientacijo in tvorijo pasove svetlobe. Najbolj znana predstavnika sta tigrovo oko in cimofan, pojav pa je mogoč tudi v drugih mineralih, na primer v akvamarinu, mesečevem kamnu in turmalinu. 

### Prelivanje
Prelivanje je kovinska mavrica, ki nastane pod površino minerala, kadar se svetloba odbija med sloji minerala. Pojav je opazen pri mesečevem kamnu in labradoritu in je zelo podoben adularescenci in aventurescenci.

### Spreminjanje barv
Najbolj znan dragi kamen, ki spreminja barve je aleksandrit (hrizoberil). Barve lahko spremijnjajo tudi  safir, granat in spinel. Aleksandrit spreminja barvo odvisno od svetlobe zaradi močnega pleohroizma. Pojav je posledica zamenjave majhnega dela aluminija s kromovim oksidom, ki značilno zeleno barvo aleksandrita spreminja  v rdečo. Aleksandrit z Urala (Ruska federacija) je pri dnevni svetlobi zelen,  pri svetlobi žarnice pa rdeč. Druge različice aleksandrita so lahko pri dnevni svetlobi rumenkaste ali rožnate, pri svetlobi žarnice pa golobje sive ali malinasto rdeče. Optimalna ali idealne barvna sprememba naj bi bila od  sijajne smaragdne zelene v škrlatno rdečo. Takšni primerki so izjemno redki. 